# Flugbegleiter

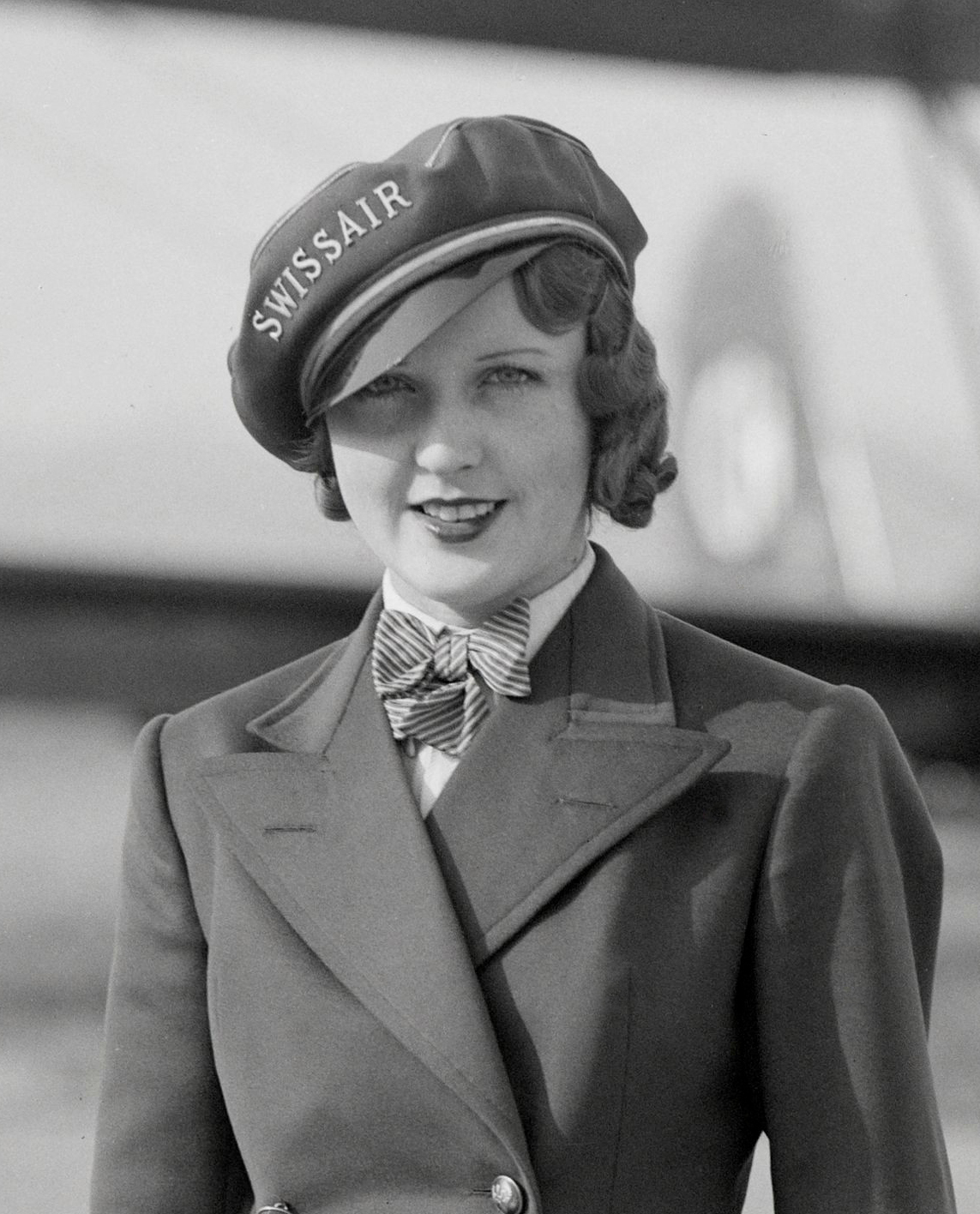
Nelly Diener, Stewardess der Swissair

Flugbegleiter (veraltet Stewardess oder Steward) ist die Berufsbezeichnung für Mitarbeiter in einem Verkehrsflugzeug, die Passagiere auf Flugreisen betreuen. In den europäischen gesetzlichen Bestimmungen EU-OPS 1 Abschnitt O werden die Flugbegleiter in Abgrenzung zur Flugbesatzung, mit der die Cockpitbesatzung – also Piloten und Flugingenieure – gemeint ist, als Kabinenbesatzung bezeichnet. Diese Berufsträger zählen zum fliegenden Personal einer Fluggesellschaft oder seltener einer Luftstreitkraft (Lufttransportbegleiter).

## Geschichte

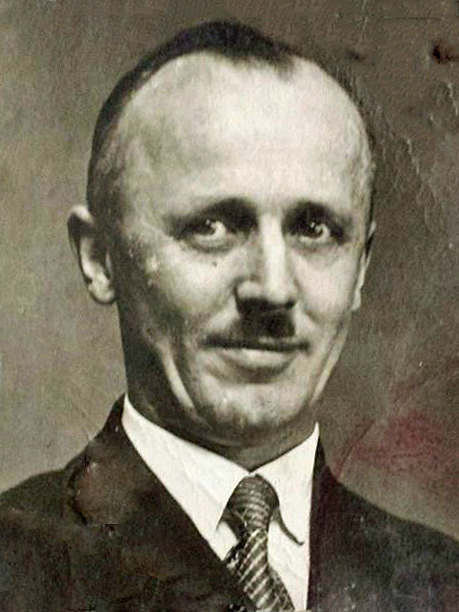
Heinrich Kubis (1936)

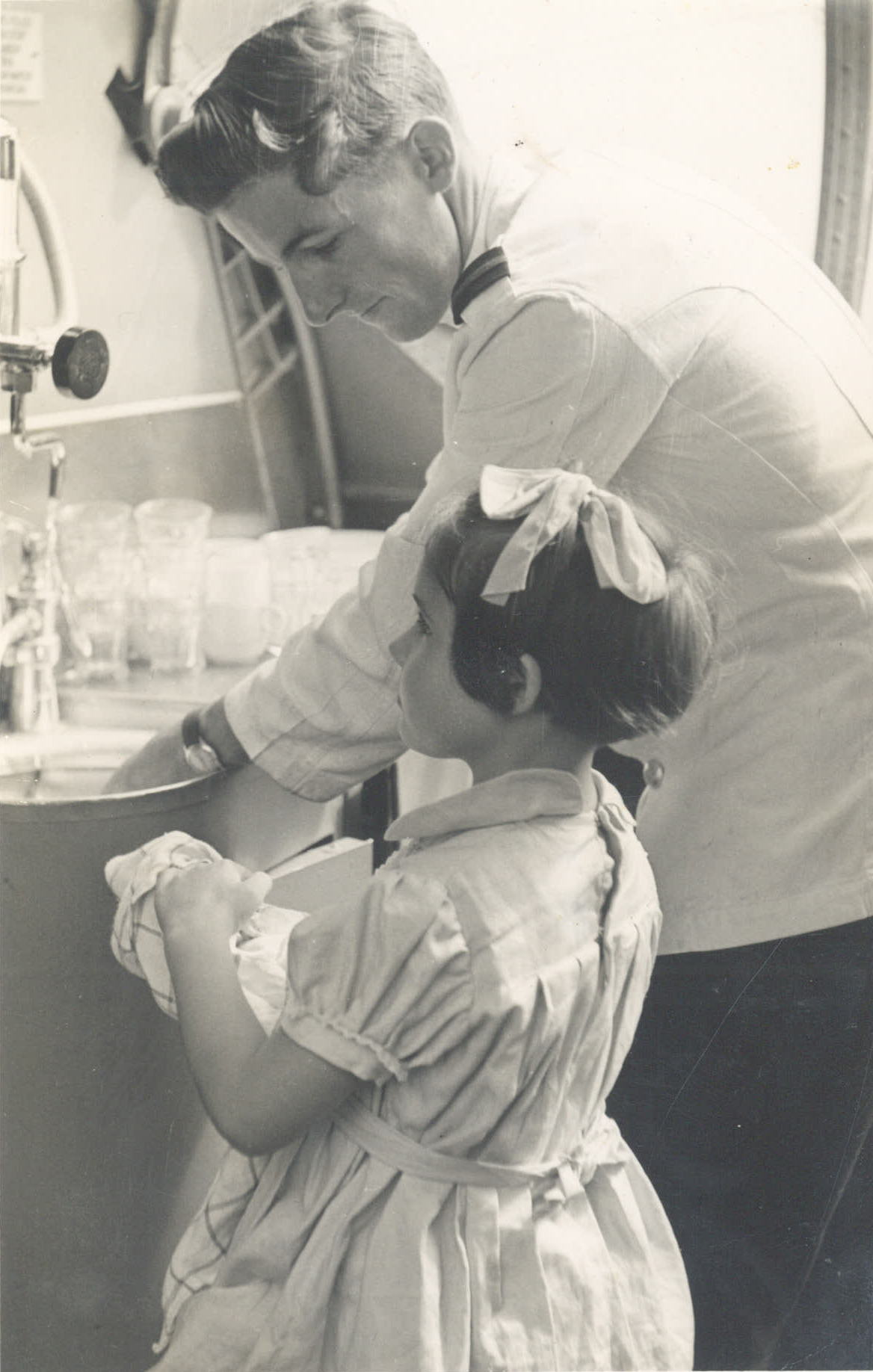
Flugbegleiter der Qantas beim Geschirrspülen während des Flugs (1949)

Der weltweit erste Flugbegleiter war Heinrich Kubis im Jahr 1912 auf dem Verkehrsluftschiff LZ 10 „Schwaben“ für die DELAG. Am 1. Mai 1927 trat ein Steward der britischen Fluggesellschaft Imperial Airways, der Vorläufergesellschaft der heutigen British Airways, den weltweit ersten Flugbegleiterdienst auf dem Flug London–Paris an. Der erste deutsche Bordsteward war ab dem 29. April 1928 für die Deutsche Luft Hansa als Flugbegleiter tätig, zunächst auf der Strecke Berlin–Paris an Bord einer Junkers G 31.

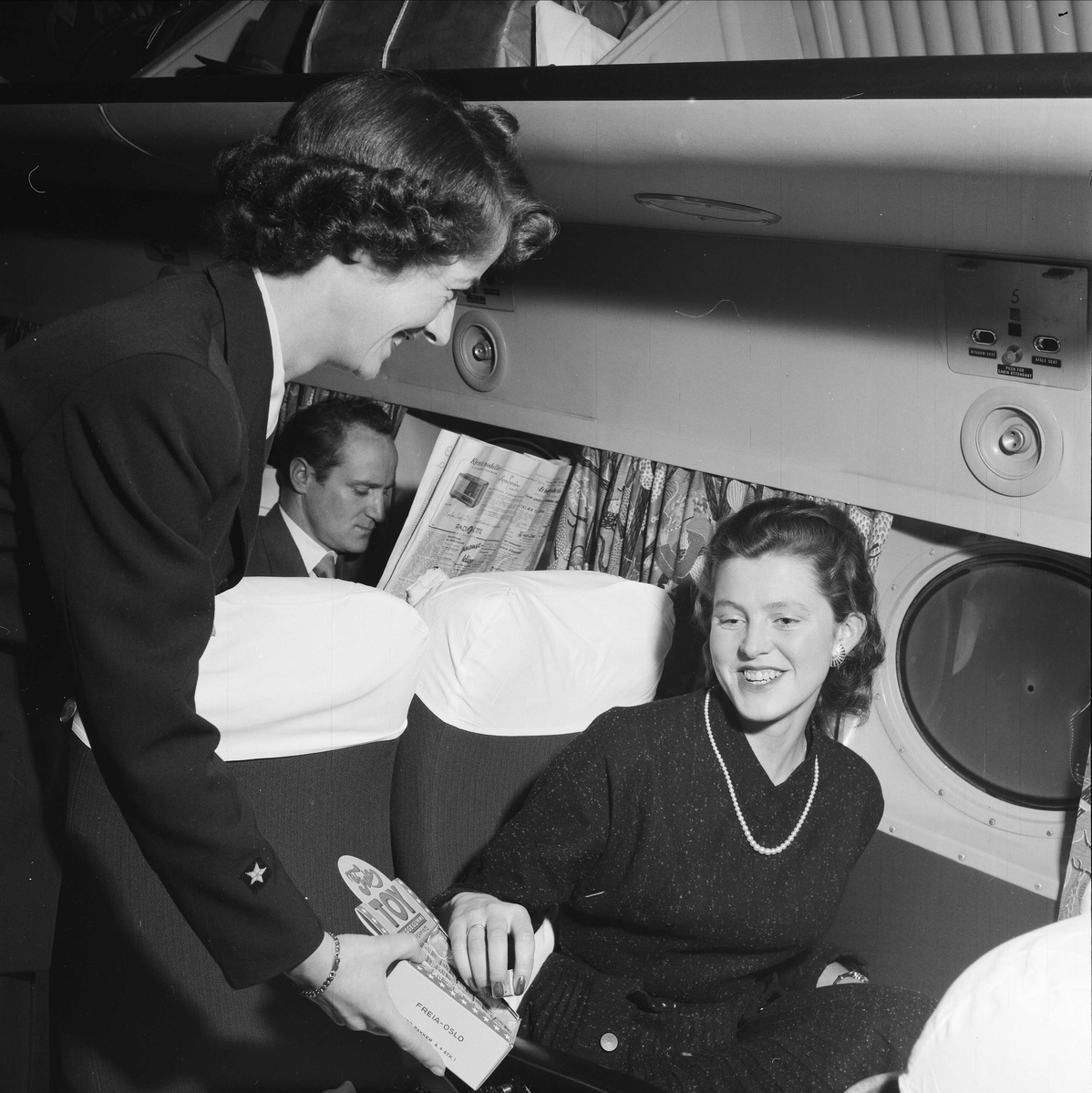
Eine Flugbegleiterin an Bord einer Douglas DC-4 der SAS Scandinavian Airlines im Jahre 1953

Die konzeptionelle Weiterentwicklung zum heutigen Berufsbild geht auf eine Serviceidee der Krankenschwester Ellen Church (1904–1965) aus dem Bundesstaat Iowa (USA) sowie Steve Stimpson, Betriebsleiter der Boeing Air Transport (BAT), der Vorläufergesellschaft der heutigen United Airlines, im Jahr 1930 zurück. Stimpson wollte nach dem Vorbild anderer Fluggesellschaften männliche Flugbegleiter zur Betreuung der Passagiere einführen. Ellen Church überzeugte ihn von der Idee, weibliche Flugbegleiterinnen, die zudem ausgebildete Krankenschwestern wären, würden durch ihre Präsenz an Bord eine beruhigende Wirkung auf die Passagiere ausüben und damit die Flugangst vor dem damals immer noch als exotisch und neuartig empfundenen Verkehrsmittel Flugzeug verringern. Am 15. Mai 1930 begleitete Ellen Church als erste Flugbegleiterin den Flug einer dreimotorigen Boeing 80 A der Boeing Air Transport. Dies geschah sowohl gegen den Widerstand der Stewards und Piloten als auch gegen den Willen der Ehefrauen der Piloten. Nelly Diener erlangte 1934 als erste Flugbegleiterin der Swissair und Europas Bekanntheit. Die weltweit erste gemischte, d. h. aus Frauen und Männern bestehende Flugbegleitergruppe wurde von Boeing Air Transport ab Juni 1938 eingesetzt.
Im März 1937 waren bei den vier US-Fluggesellschaften United Airlines, American Airlines, Trans World Airlines und Western Air Express insgesamt 270 Hostessen angestellt, bei Eastern Air Lines und Pan American Airlines waren dagegen Stewards tätig. Damals kam es zu einer Personalkrise der besonderen Art, als bei United Airlines 17 Hostessen in nur sechs Wochen wegen Heirat ausschieden. Bei American Airlines heirateten im März 1937 in einer Woche gleich sechs Flugbegleiterinnen; üblicherweise gingen den Fluggesellschaften während des gesamten Jahres fünf bis sechs Frauen durch Heirat verloren.
Der dienstälteste Flugbegleiter der Welt ist der US-Amerikaner Ron Akana, der 63 Jahre für United Airlines arbeitete und dabei geschätzte 200 Millionen Flugmeilen zurücklegte und ins Guinness-Buch der Rekorde aufgenommen wurde.
Seit 2014 besteht die European Cabin Crew Association (EurECCA) als Dachverband der Berufsverbände und Gewerkschaften der Flugbegleiter auf europäischer Ebene.

## Aufgaben und Funktionen

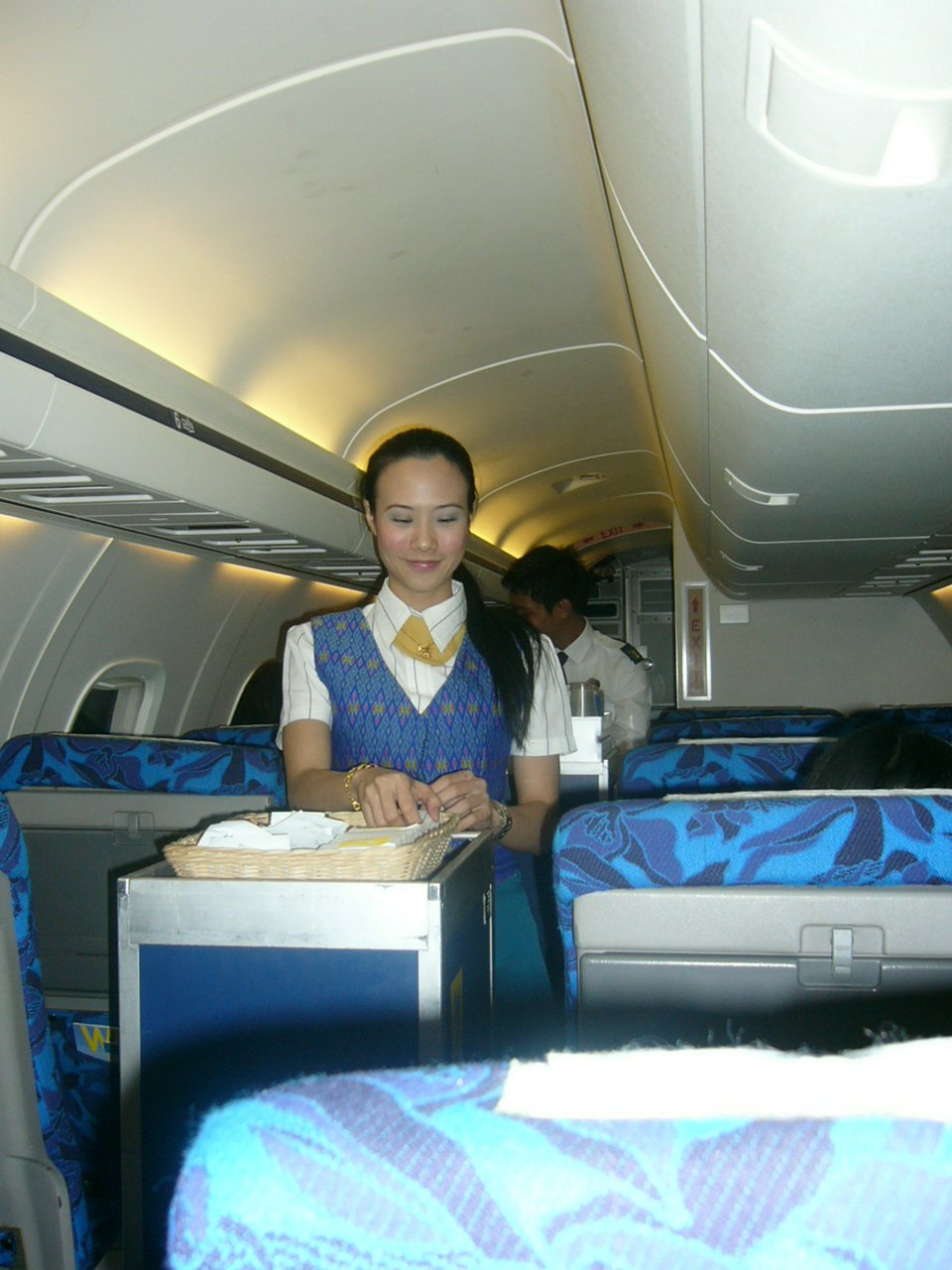
Thailändische Flugbegleiter beim Bordservice

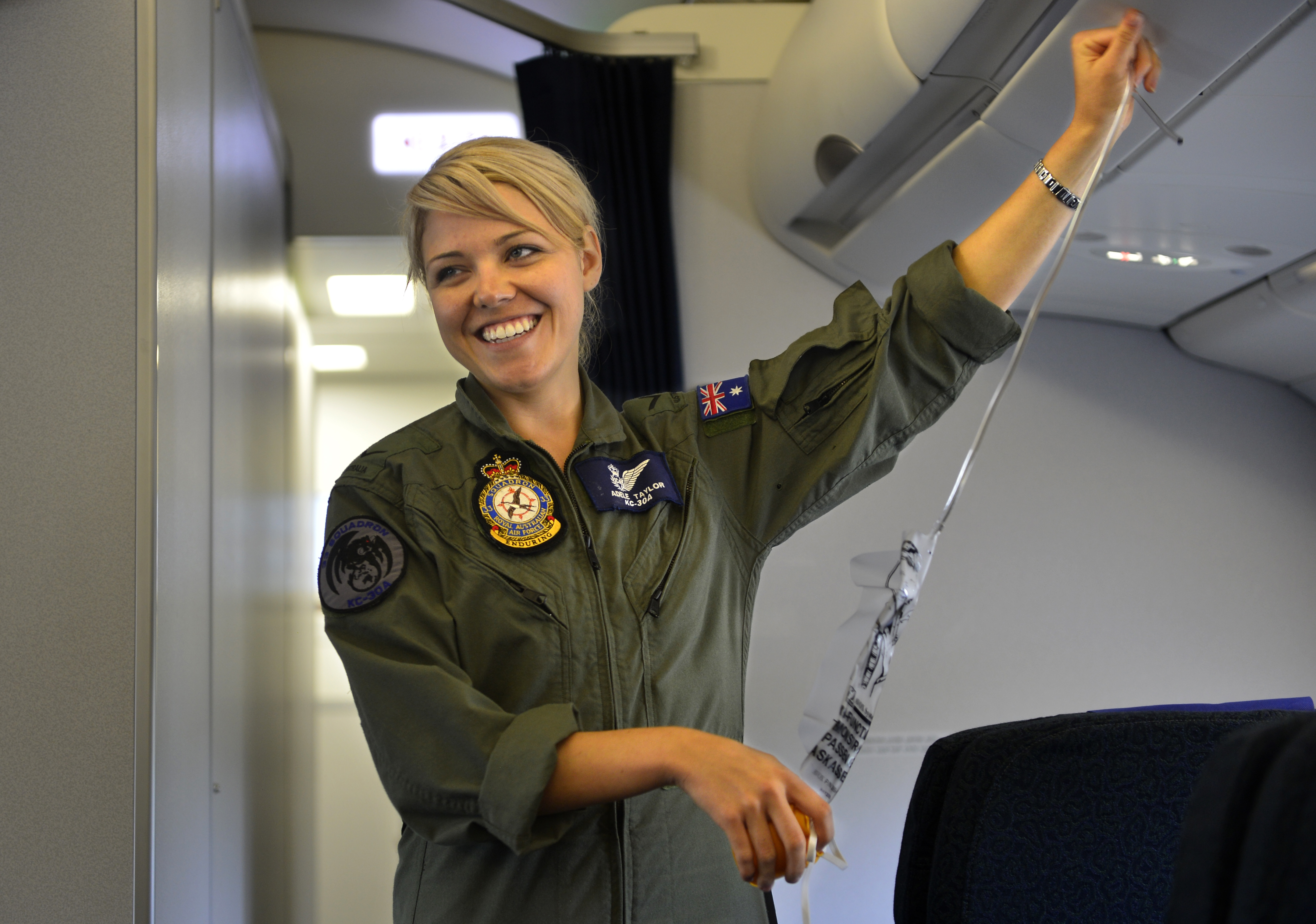
Die Sicherheitsunterweisung an Bord ist nach der ICAO vorgeschrieben und findet vor jedem Start statt (hier wird die Verwendung der Sauerstoffmasken durch eine Soldatin der RAAF vorgeführt)

Zu den Hauptaufgaben gehört die Gewährleistung von Sicherheit an Bord und die Betreuung der Passagiere (z. B. das Verhalten beim Abfall des Kabinendrucks, Rutschen und der Gebrauch der Schwimmwesten).
Im Notfall ist es Aufgabe der Flugbegleiter, innerhalb kürzester Zeit das Flugzeug zu evakuieren.
Sie müssen Brände bekämpfen können und im Notfall unverzüglich die richtigen Maßnahmen ergreifen.
Hinzu kommen Aufgaben des Bordservice, das heißt z. B. das Servieren von Speisen und Getränken (Flugzeugessen) oder der Verkauf von (bei einigen internationalen Flügen zollfreien) Waren.
Der ranghöchste Flugbegleiter, welcher per Gesetz dem Kommandanten (Kapitän) gegenüber die Verantwortung für die Durchführung und Koordination der im Betriebshandbuch festgelegten Sicherheits- und Notverfahren für die Fluggastkabine trägt, wird Purser oder leading flight attendant oder auch ‚lAP‘ oder ‚PUR‘ [weibliche Form: Purserette] genannt. Er ist in seiner Funktion als ranghöchster Flugbegleiter die Schnittstelle zwischen der Kabinenbesatzung und der Besatzung des Cockpits. In den europäischen gesetzlichen Bestimmungen EU-OPS wird der Purser als leitender Flugbegleiter, in der englischen Gesetzesausgabe als Senior Cabin Crew Member bezeichnet.
Flight director oder cabin services director sind veraltete Bezeichnungen und nur im englischen Sprachraum auf Großraumflugzeugen gebräuchlich. Darüber hinaus gibt es noch die Bezeichnung Chef de Cabine (CDC).
Der Purser Assistant kommt bei manchen Fluggesellschaften auf Großraumflugzeugen als Verantwortlicher eines separaten Kabinenbereichs oder einer Klasse zum Einsatz und ist dem Purser unterstellt.
Die Anzahl der Flugbegleiter hängt von der Anzahl der Sitzplätze und der Beförderungsklasse ab. Bis zu 19 Fluggastsitzen ist kein Kabinenmitarbeiter vorgeschrieben; ab dem 20. Sitzplatz ist ein Flugbegleiter vorgeschrieben. Danach ist ab jedem 50. Passagiersitzplatz ein weiterer Kabinenmitarbeiter einzusetzen.
In Passagierflugzeugen des Militärs (z. B. bei der Flugbereitschaft) übernehmen vor allem Soldaten oder seltener eigene Angestellte die Flugbegleitung.

## Ausbildung

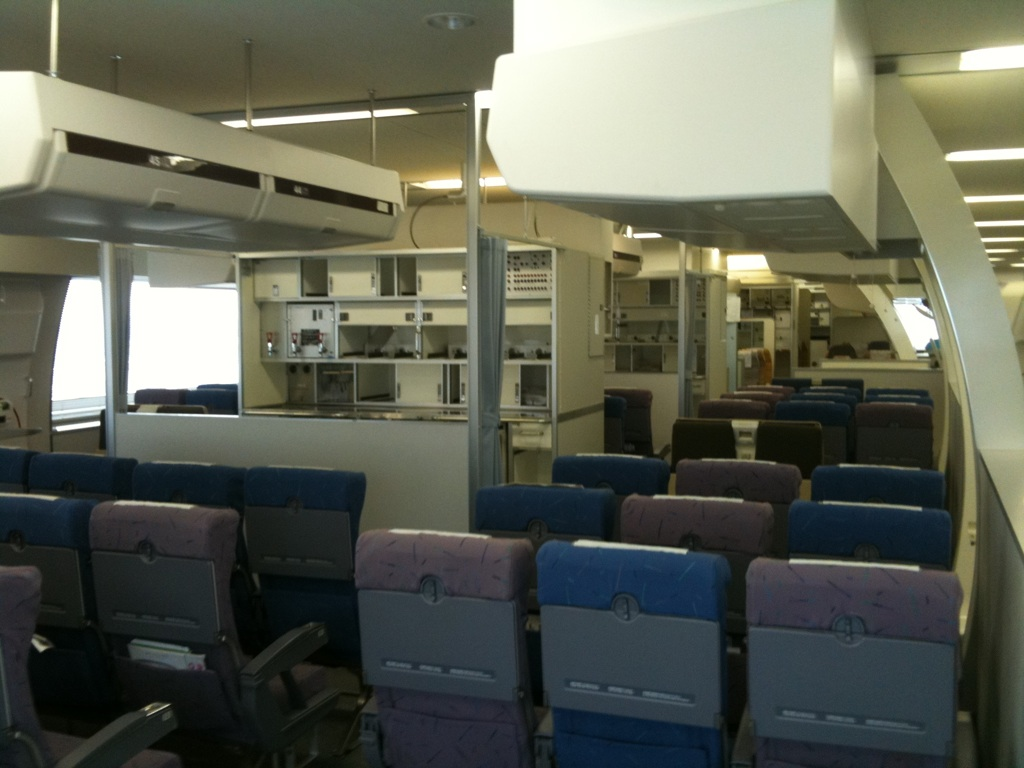
Ausbildungsanlage für Flugbegleiter der Japan Airlines

Flugbegleiter gelten in Deutschland formal als nicht qualifizierte Arbeitskräfte, ihre Tätigkeit ist nicht als Ausbildungsberuf anerkannt, da die staatlichen Kriterien
- Mindestausbildungsdauer
- ökonomischer Nutzen
- Zukunftsperspektive

in der betriebsinternen Ausbildung der jeweiligen Fluggesellschaft nicht erfüllt werden. Flugbegleiter werden in einem mehrwöchigen Grundkurs theoretisch und praktisch ausgebildet. Die Wissensvermittlung erfolgt nach Kriterien, die für die Luftfahrtunternehmen ökonomisch relevant sind. Die Ausbildung endet mit einer firmeninternen Prüfung ohne staatlich anerkannten Abschluss.
Jede Fluggesellschaft bildet ihr eigenes Kabinenpersonal aus. Selbst bei der Einstellung eines Mitarbeiters mit jahrelanger Flugerfahrung bei Mitbewerbern erfolgt eine Grundausbildung ganz von vorn. Die Lufthansa AG fördert in Zusammenarbeit mit der Unabhängigen Flugbegleiter Organisation und verschiedenen Industrie- und Handelskammern eine Aufstiegsfortbildung für ihre Kabinenbeschäftigten. Der Berufsspezialist als Fachberater für Servicemanagement ist eine Aufstiegsfortbildung der Dienstleistungsbranche, die mit einer Prüfung vor einer Industrie- und Handelskammer abschließt. Der Berufsspezialist wird von den DQR-Gremien (Deutscher Qualifikationsrahmen) auf das DQR-Niveau 5 eingestuft. Die Industrie- und Handelskammern in Frankfurt am Main, in München und in Fulda bieten zweimal pro Jahr die Fortbildungsprüfung zum Berufsspezialist als Fachberater für Servicemanagement an.
In seinem Urteil vom 3. März 2010 stellte das Finanzgericht Köln fest, dass die Ausbildung zum Flugbegleiter eine Berufsausbildung im Sinne des § 32 Abs. 4 Satz 1 Nr. 2 Buchst. a EStG darstellt.

## Berufliche Vorteile
- Als Vorteil der Tätigkeit wird angesehen, dass man die Welt bereist, mit ganz unterschiedlichen Passagieren zu tun hat und Fremdsprachenkenntnisse anwenden kann.
- Angehörige einer Fluggesellschaft kommen in der Regel in den Genuss von sehr stark preisreduzierten Flugtickets; allgemein ist es zudem üblich, dass fliegendes Personal – je nach Rahmenverträgen – bei touristisch angebotenen Dienstleistungen (wie z. B. Hotel, Mietwagen usw.) Nachlässe und Rabatte erhält.

## Arbeitsplatz im Flugzeug
Der Arbeitsplatz an Bord

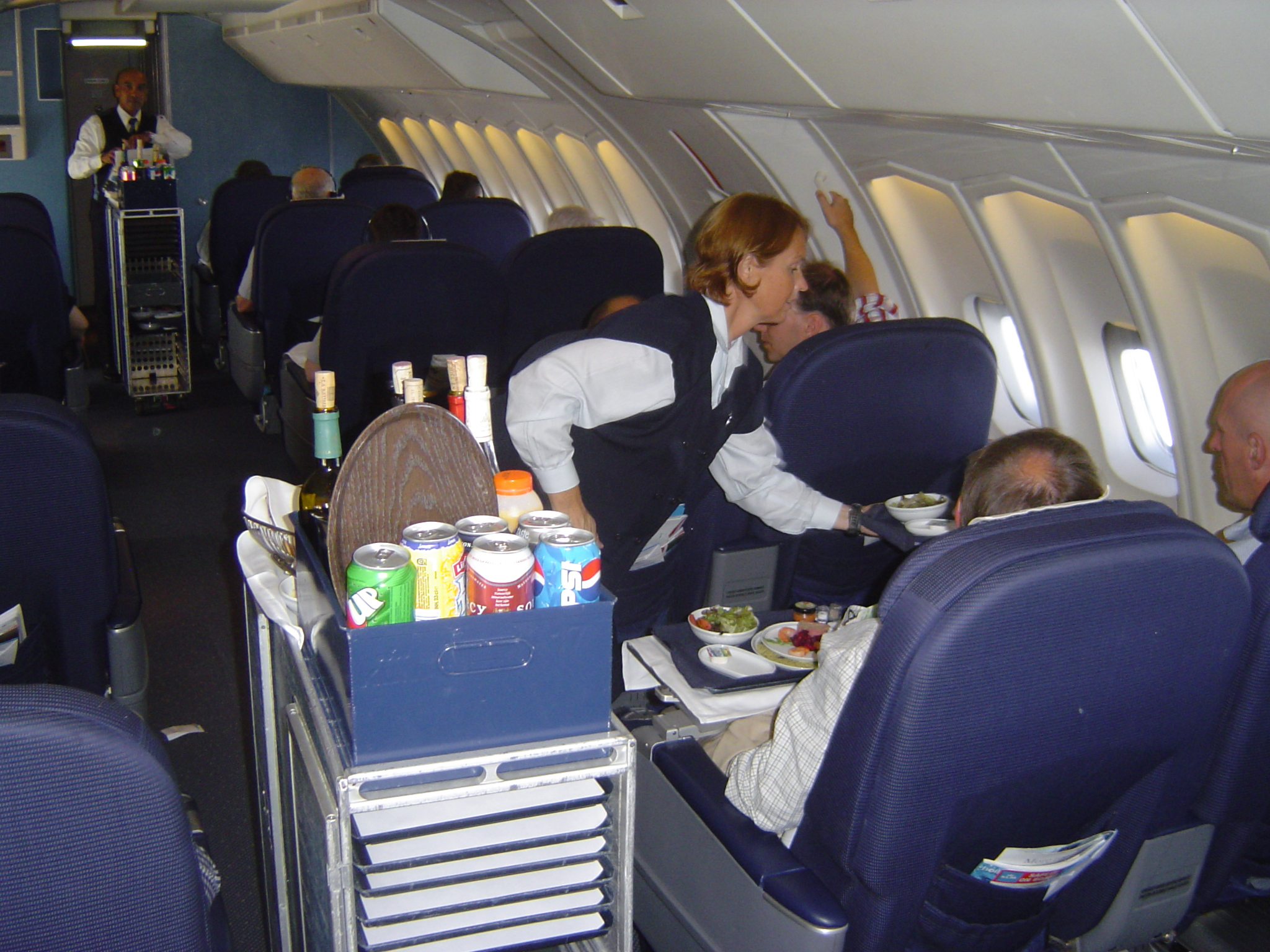
Zwei Flugbegleiter von KLM beim Servieren

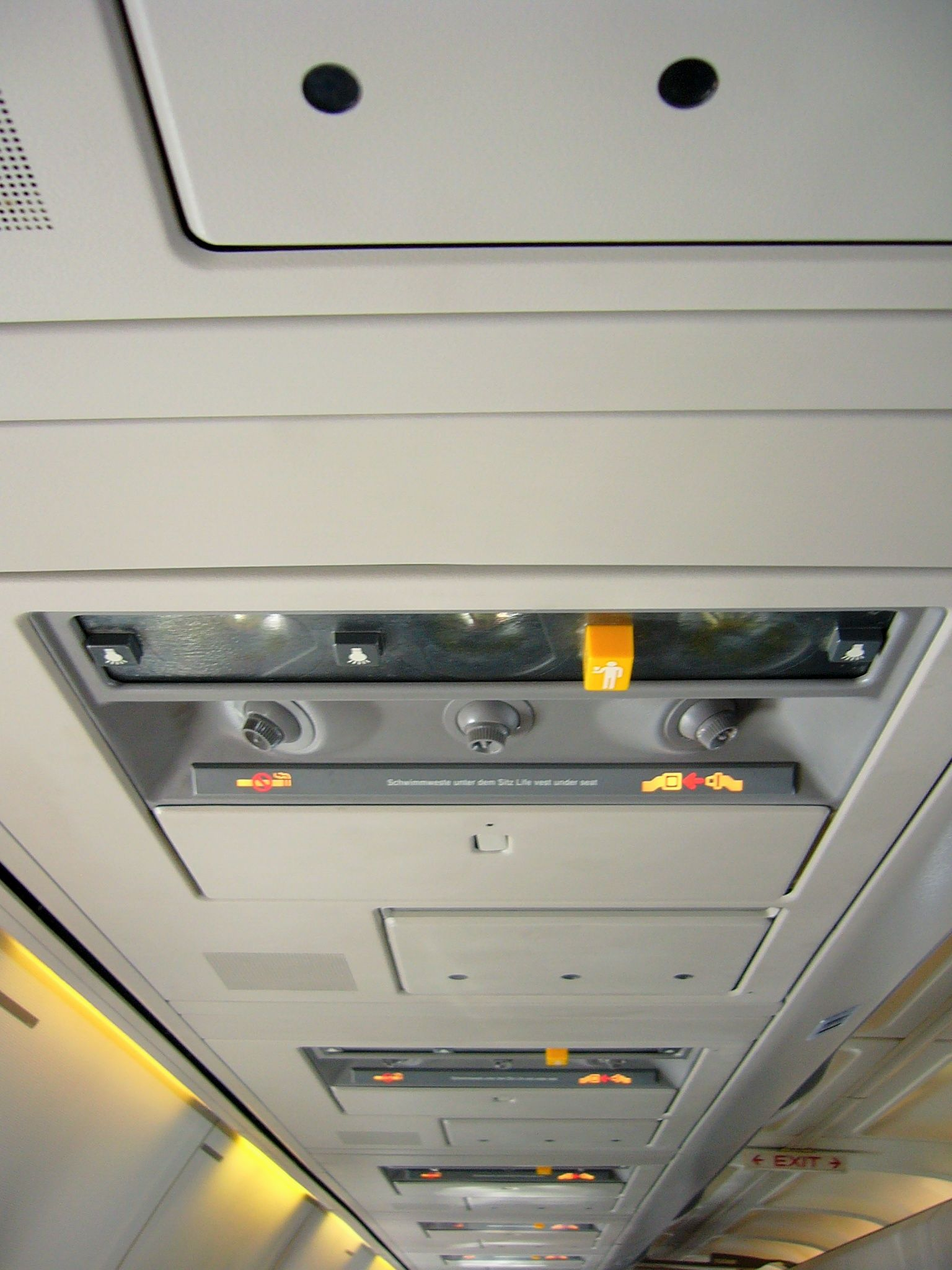
Von jedem Platz aus können Passagiere durch Knopfdruck einen Flugbegleiter zu sich bitten.

- hat in der Kabine eine rel. Luftfeuchtigkeit von etwa 5 % bis 10 % (in gewöhnlichen Arbeits- und Lebensumgebungen des Menschen herrschen mindestens 30 % rel. Luftfeuchtigkeit),
- hat in der Kabine einen Luftdruck, der etwa einer Höhe von bis zu 2600 m ü. NN entspricht,
- hat einen erhöhten Schallpegel von über 80 dB.

Zudem ist die Flugzeugkabine einer erhöhten Strahlenexposition durch kosmischen Strahlung und höherer Belastung durch Ozon ausgesetzt. Bereits 1990 ermittelte die Internationale Strahlenschutzkommission (ICRP) aus Abschätzungen, dass Flugpersonal durch die natürliche kosmische Strahlung Dosen ausgesetzt ist, die vergleichbar oder sogar höher sind als diejenige von Personen, die mit künstlicher Strahlung in Medizin und Technik umgehen. Die Empfehlungen der ICRP über Dosisgrenzwerte wurde in europäisches Recht und in die deutsche Strahlenschutzverordnung übernommen.
Der deutsche Bundesgesetzgeber hat alle dem deutschen Recht unterliegende Fluggesellschaften verpflichtet, die anfallenden Strahlendosen aufzuzeichnen und zu archivieren. Demnach muss jeder Mitarbeiter jederzeit Zugriff auf diese Statistiken haben. Die flugbedingte effektive Dosis darf im Kalenderjahr 20 mSv nicht überschreiten, während das Limit für die Lebensarbeitszeit durch berufsbedingte Strahlenexposition, ungeachtet ihrer Herkunft, bei 400 mSv liegt. Die Vorschriften zum Schutz des Fliegenden Personals vor Exposition durch kosmische Strahlung sind im § 103 StrlSchV niedergelegt. Die am 1. August 2001 in Kraft getretene Neufassung der deutschen Verordnung basiert auf der EU-Richtlinie 96/29/EURATOM.

### Allgemein
Die Dienstausübung unterliegt betrieblichen und gesetzlichen Bestimmungen. Alle Besatzungsmitglieder werden in regelmäßigen Abständen durch verschiedene Behörden einer Zuverlässigkeitsüberprüfung unterzogen. Alle sicherheitsrelevanten Verfahrensweisen sowie der Umgang mit Evakuierungsmitteln und Kenntnisse über Gefahrgüter müssen vom Besatzungsmitglied zu jeder Zeit beherrscht werden. Hierzu absolviert es regelmäßige Refresher-Trainings.
Für die Angehörigen des Bordpersonals gelten die jedem Angestellten obliegenden Pflichten, insbesondere zur Verschwiegenheit über dienstliche Angelegenheiten. Die Angehörigen des Bordpersonals sind in besonderem Maß verpflichtet, sich jederzeit in und außer Dienst so zu verhalten, dass das Ansehen einer Fluggesellschaft nicht geschädigt wird. Besatzungsmitgliedern ist es grundsätzlich untersagt, in Bezug auf ihre dienstliche Tätigkeit Zuwendungen jeglicher Art (Trinkgelder, Belohnungen, Sachleistungen) von Fluggästen zu fordern, anzunehmen oder sich versprechen zu lassen.
In Deutschland vertritt die Unabhängige Flugbegleiter Organisation als Fachgewerkschaft die Interessen ihrer Mitglieder.

### Körperliche Beschwerden
Als solche kommen häufig vor:
- Jetlag
- chronische Schlafstörungen
- Rückenleiden
- Essstörungen, bedingt durch unregelmäßiges Essen und Trinken
- Die ständige mehrtägige Abwesenheit vom Wohnort birgt die Gefahr einer Isolierung vom sozialen Umfeld einschließlich der Familie.

### Dienstzeiten nach deutschem Recht
Die maximalen Flugdienstzeiten/Ruhezeiten werden in Deutschland durch Rechtsvorschriften des Luftfahrt-Bundesamtes sowie durch Tarifverträge geregelt.
Die höchstzulässige Arbeitszeit der Besatzungsmitglieder beträgt einschließlich der in der Verordnung geregelten Bereitschaftszeit 2000 Stunden im Kalenderjahr.
Die monatliche Flugstundenzahl beträgt z. B. bei einer großen deutschen Fluggesellschaft 74–87 Stunden im Gemischt- und Interkontinentalbereich und 73–89 Stunden im Kontinentalbereich. Jede Gesellschaft hat eine eigene Regelung zur monatlichen maximalen Flugstundengrenze.
Viele Arbeitgeber bieten Flugbegleitern auch die Möglichkeit der Teilzeitbeschäftigung. Die Anzahl der Flugstunden wird innerhalb eines Monats herabgesetzt oder einzelne Monate eines Jahres können als Teilzeitmonate beschäftigungsfrei bleiben.
Flugbegleiter haben keinen Anspruch auf freie Wochenenden oder Feiertage. Bei einer großen deutschen Fluggesellschaft z. B. haben die Flugbegleiter Anspruch auf mindestens zehn freie Tage im Monat beziehungsweise 35 freie Tage im Quartal bei Vollbeschäftigung.

## Rechtliches (Deutschland)
Flugbegleiter dürfen auf Anordnung des Flugkapitäns als des verantwortlichen Luftfahrzeugführers im Rahmen von dessen Eingriffsbefugnissen nach § 12 Luftsicherheitsgesetz (Bordgewalt) auch körperliche Gewalt gegen Personen an Bord ausüben. Zum Schutz vor Terroristen fliegen zum Teil in Deutschland auch Flugsicherheitsbegleiter, d. h. zivil gekleidete Beamte der Bundespolizei mit, denen – anders als den Flugbegleitern – nach § 12 Abs. 3, S. 3 LuftSiG unter dem Kommando des Flugkapitäns (Kommandanten) auch der Einsatz von Schusswaffen gestattet ist.

## Synonyme
Saftschubse ist in Deutschland eine umgangssprachliche, abwertende Bezeichnung der Berufsgruppe der Flugbegleiter. Das Wort wurde in die am 28. August 2004 erschienene 23. Auflage des Dudens aufgenommen.
In Österreich existiert auch die ebenfalls abwertende Bezeichnung Luftkellner/in.